# Олимпийский комитет Малайзии
Олимпийский совет Малайзии (малайск. Majlis Olimpik Malaysia) — организация, представляющая Малайзию в международном олимпийском движении. Основан в 1953 году; зарегистрирован в МОК в 1954 году.
Штаб-квартира расположена в Куала-Лумпуре. Является членом Международного олимпийского комитета, Олимпийского совета Азии и других международных спортивных организаций. Осуществляет деятельность по развитию спорта в Малайзии.